# 태풍 찬홈 (2009년)
태풍 찬홈 (Typhoon Chan-hom) 은 2009년 5월 3일부터 5월 9일까지 활동했고 최저기압 975 hPa를 기록했던 2009년의 제2호 태풍이다. 필리핀에 영향을 주었다. "찬홈"은 라오스에서 제출한 이름으로 나무의 한 종류를 의미한다.

## 개요
제2호 태풍 찬홈은 5월 3일 오후 9시에 베트남 호치민 동쪽 약 540 km 부근 해상에서 중심기압 998hPa, 최대풍속 18 m/s, 강풍 반경 약 200 km(일본 기상청은 220km로 해석), 강도 '약', 크기 '소형'의 열대폭풍으로 발생하였다. 5월 5일 오전 9시에 중심기압 985hPa, 최대풍속 26 m/s, 강풍 반경 약 260 km, 강도 '중', 크기 '소형'의 강한 열대폭풍으로 발달하였다. 5월 6일 오후 9시에는 중심기압 975hPa, 최대풍속 34 m/s, 강풍 반경 약 280 km, 강도 '강', 크기 '소형'의 태풍으로 발달하였다. 그리고 중심기압 960hPa, 최대풍속 40 m/s, 강풍 반경 약 350km의 태풍으로 더욱 발달하여 태풍으로서의 최성기를 맞이한 찬홈은 5월 7일 오후 8시경에 필리핀 서부 지역에 상륙하였다. 이후 필리핀의 루손섬을 통과한 후 점차 약화되었고, 끝내 5월 9일 오전 9시에 필리핀 마닐라 동북동쪽 약 800 km 부근 해상에서 열대저압부로 약화되었다.

## 같이 보기
- 2009년 태풍